# Johannes von Shanghai und San Francisco

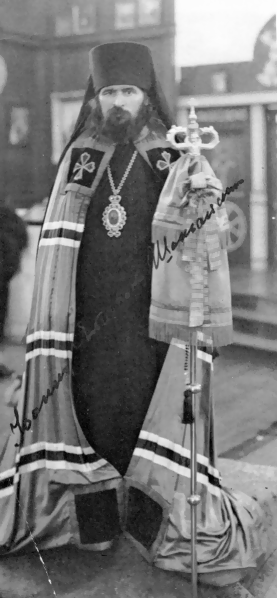
Johannes von Shanghai bei seiner Ankunft in Shanghai

Johannes von Shanghai und San Francisco (weltlicher Name Michail Borissowitsch Maximowitsch, russisch Михаил Борисович Максимо́вич; * 4. Junijul. / 16. Juni 1896greg. im Dorf Adamiwka im Gouvernement Charkow (heute Ukraine); † 2. Juli 1966 in Seattle) war Bischof der Russischen Auslandskirche und ist ein Heiliger der Orthodoxen Kirche. Von vielen orthodoxen Christen wird er als Wundertäter verehrt.

## Leben
Michail war ein Angehöriger der Familie Maximowitsch, der auch Johannes von Tobolsk (1651–1715) entstammt, der ebenfalls in der orthodoxen Kirche heiliggesprochen wurde. Sein Vater war Adelsmarschall und sein Onkel Rektor der Universität Kiew. Von 1907 bis 1914 besuchte er die Militärschule von Poltawa, 1918 schloss er sein Studium an der rechtswissenschaftlichen Fakultät der Universität Charkow ab. 1921, nach dem russischen Bürgerkrieg, kam die Familie nach Belgrad, wo Michail bis 1925 an der dortigen Universität Theologie studierte. 1924 wurde er von Metropolit Antoni Chrapowizki zum Lektor in der russisch-orthodoxen Kirche ordiniert. 1926 empfing er als Johannes die Tonsur zum Mönchsstand und am 21. November desselben Jahres wurde er zum Mönchspriester geweiht. Von 1925 bis 1927 war er Religionslehrer an einer staatlichen serbischen Schule, von 1929 bis 1934 Lehrer und Tutor am serbischen Seminar des Heiligen Johannes des Theologen in Bitola, wo er die Göttliche Liturgie auch in griechischer Sprache zelebrierte. Bitola gehörte zur Diözese von Ochrid, in der damals Nikolaj Velimirović Bischof war. Der von der serbisch-orthodoxen Kirche heiliggesprochene Bischof soll des Öfteren gesagt haben: „Wenn du einen lebenden Heiligen sehen willst, geh nach Bitola zu Vater Johannes.“ Auch auf die Studenten machte der asketische Priestermönch einen starken Eindruck.
Am 28. Mai 1934 wurde Johannes von Metropolit Antoni Chrapowizki zum Bischof geweiht. Der an einem Sprachfehler leidende Mönch protestierte zwar anfangs gegen die Ernennung, fügte sich aber dann im Gehorsam gegenüber seinen Vorgesetzten. Der körperlich klein und schwach wirkende Bischof Johannes wurde nach Shanghai gesandt. Dort traf er auf eine wegen eines Jurisdiktionskonflikts zerstrittene Kirche und eine unfertige Kathedralkirche. Außerdem lebte ein Großteil der orthodoxen Gläubigen, unter denen viele Flüchtlinge aus der Sowjetunion waren, unter prekären Verhältnissen. Der Bischof versuchte den Menschen zu helfen und gründete unter anderem ein Waisenheim, in dem im Laufe der Zeit insgesamt 3.500 Kinder Zuflucht fanden. Bischof Johannes selbst lebte sehr einfach, trug nur billige chinesische Kleidung und ging oft barfuß, was ihm auch Kritik eintrug. In der Zeit der japanischen Besatzung geriet die russischsprachige Gemeinschaft unter großen Druck, in dieser Situation erklärte sich der Bischof selbst für eine begrenzte Zeit zum Leiter der russischen Kolonie.
Mit der Herrschaft des Kommunismus in China floh der Bischof mit den meisten Russen auf die Philippinen. 1951 wurde Bischof Johannes nach Westeuropa geschickt, zuerst nach Paris und dann nach Brüssel. Hier wendete er seine Aufmerksamkeit nicht nur der russischen Diaspora, sondern auch der lokalen Bevölkerung vor Ort zu. So wie er früher in Griechisch oder Chinesisch zelebrierte, feierte er nun die Liturgie auch auf Niederländisch oder Französisch. Er gliederte westliche Heilige aus der Zeit vor dem morgenländischen Schisma in den orthodoxen Kalender ein.
1962 wurde Bischof Johannes nach San Francisco gesandt und ihm der Titel eines Erzbischofs verliehen. In San Francisco traf er auf eine ähnliche Situation wie 28 Jahre vorher in Shanghai: Eine gespaltene russische Gemeinschaft und eine unfertige Kathedrale. Wie in Shanghai schaffte es der inzwischen zum Erzbischof ernannte auch hier, Frieden herzustellen und den Kathedralbau zu vollenden. In San Francisco wurde der Erzbischof angefeindet und wegen angeblicher Veruntreuung von Gemeindevermögen vor Gericht gebracht, dort aber vollständig entlastet. In seinen letzten Lebensjahren wurden zwei Charakterzüge des Bischofs deutlich sichtbar: Einerseits eine Strenge etwa in liturgischen Dingen oder bei der Befolgung von Fastengeboten, andererseits Freundlichkeit und Fröhlichkeit. 1966 starb er bei einem Besuch in Seattle für viele unerwartet.

## Verehrung
Seine Heiligsprechung durch die Russische Orthodoxe Kirche im Ausland erfolgte am 2. Juli 1994, durch die Russisch-Orthodoxe Kirche (Moskauer Patriarchat) am 2. Juli 2008. Seine Gedenktage nach dem gregorianischen Kalender sind der 2. Juli und der 12. Oktober (Auffindung der Gebeine).